# Clube Atlético Pêro Pinheiro
O Clube Atlético Pêro Pinheiro é um clube português fundado a 7 de Outubro de 1945, com sede na vila e freguesia de Pero Pinheiro, concelho de Sintra, distrito de Lisboa.
Atualmente disputa a Liga 3, após ser repescado (ficou em 3º na Fase de Subida do CP), pois a FPF não aceitou a inscrição da B-SAD / Cova da Piedade.
A principal modalidade do clube é o Futebol, mas também já participou em outras, como o Voleibol e Ciclismo. As cores do clube são o vermelho e branco e os adeptos são chamados Peropinheirenses.

## História
O Clube Atlético Pêro Pinheiro (CAPP) teve nas suas origens a motivação de entusiastas da modalidade desportiva de voleibol, entre os quais o médico Dr. José Furtado Mateus, Vítor “Carola”, Baptista Alves e Pedro Lavado. Mas foi o futebol e, em determinado período da sua existência, o ciclismo, que se impuseram enquanto modalidades desportivas nele praticadas, bem como modalidades marcantes da história deste clube, que tem tradição e feitos bem significativos à sua escala.
O CAPP teve dois períodos bem distintos, separados por um tempo em que teve a sua atividade desportiva, em termos de desporto federado, encerrada. No segundo período, o mais rico dos dois, atingiu momentos e resultados bem prestigiantes, tanto no Ciclismo como no Futebol, e nesta modalidade particularmente nos escalões de Seniores e Juniores.
No ciclismo, o momento mais marcante ocorreu no ano de 1960, sob orientação técnica do treinador Baptista Ferreira Alves, no Campeonato Nacional de Amadores (Seniores), com o ciclista Francisco Portela (Nabarro), grande sprinter da altura, a sagrar-se Campeão Nacional nesta competição, enquanto que outro atleta do clube Manuel Caneira consagrava-se Vice-Campeão Nacional de amadores.

#### Palmarés Futebol
| Escalão          | Nº Presenças | Títulos | Melhor Classificação |
| I                | 0            | 0       | -                    |
| II               | 0            | 0       | -                    |
| III              | 1            | 0       |                      |
| IV               | 11           | 0       | 2º                   |
| V                | 23           | 3       | 1º                   |
| VI               | 2            | 2       | 1º                   |
| VII              | -            | -       | -                    |
| Taça de Portugal | 17           | 0       | 4E                   |

No que diz respeito ao futebol de formação, o CAPP congregou na época de 1971/72 um fantástico plantel. A equipa de futebol desse escalão levantou o nome do clube a níveis nunca antes ou depois atingidos. Esta equipa classificou-se em 2º lugar, na Série B, do Campeonato Nacional da 1ª Divisão de Juniores, na época 1971/72, ficando em tal série apenas o SL Benfica melhor classificado. Atualmente a equipa de Juniores disputa a 2ª Distrital da AFL e a equipa de Juvenis e Iniciados disputam a 3ª Distrital da AFL.
Na época 2011/12, o Pêro Pinheiro defrontou o Futebol Clube do Porto na 3ª eliminatória para a Taça de Portugal. O jogo foi disputado no Estádio Parque de Jogos Pardal Monteiro, no dia 15 de Outubro de 2011 e terminou 8-0.
Nas ultimas três épocas no Campeonato de Portugal, foi conseguido a manutenção pela primeira vez em 2020/21, e foram duas vezes consecutivas a fase de subida do CP (2021/22 e 2022/23). Na época 2023/24, vai disputar a Liga 3, após ter sido repescado para o lugar da B-SAD / Cova da Piedade, pois a FPF não aceitou a inscrição desta fusão.

## Estádio
O Parque de Jogos Pardal Monteiro foi construído pelo Arquiteto Carlos Portela e foi inaugurado em 2008. O Estádio tem uma lotação de 3 000 pessoas e localiza-se em Pero Pinheiro.